# Ooh Ahh
«Ooh Ahh» — сингл американской христианской хип-хоп группы GRITS при участии TobyMac для их четвёртого студийного альбома The Art of Translation. Продюсеры песни Рик «DJ Form» Роббинс и Отто Прайс из Incorporated Elements. Песня была написана Риком Роббинсом, Отто Прайсом, Стэйси Джонсом, Тероном Картером и TobyMac. Иногда песню называют «My Life Be Like» и «My Life Be Like (Ooh Ahh)». Отрывок из песни использовался TobyMac в его песни «Catchafire (Whoopsi-Daisy)» из альбома Welcome to Diverse City. Песня получила золотой сертификат RIAA Digital, а в январе 2019 платиновый.

## Релизы
GRITS выпустила «Ooh Ahh EP» в 2007 году, в который вошли песни «Ooh Ahh», «Ooh Ahh (Liquid Remix)» и «Open Bar». В альбоме The Greatest Hits «Ooh Ahh» также была выпущена в 2007 году. Песня стала вторым треком альбома The Art of Translation, выпущенного в 2002 году. В 2014 году Capital Kings и Джон Рубен сделали кавер на «Ooh Ahh», он был выпущен в альбоме Gotee Records: 20 Years Brand New, а позже в Fireblazin.

### Трек-лист
| №  | Название                            | Длительность |
| -- | ----------------------------------- | ------------ |
| 1. | «Ooh Ahh (My Life Be Like)»         | 3:53         |
| 2. | «Ooh Ahh (The Labrats Mello Remix)» | 4:47         |
| 3. | «Ooh Ahh (Liquid Beats Remix)»      | 3:56         |
| 4. | «Ooh Ahh»                           | 3:57         |

## Сертификаты
| Регион                                                                      | Сертификация | Продажи   |
| --------------------------------------------------------------------------- | ------------ | --------- |
| Великобритания (BPI)                                                        | Серебряный   | 200 000   |
| США (RIAA)                                                                  | Платиновый   | 1 000 000 |
| Данные о продажах + прослушиваниях приведены только на основе сертификации. |              |           |